# Маријана (Арканзас)
Маријана (енгл. Marianna) град је у америчкој савезној држави Арканзас.

## Демографија
По попису из 2010. године број становника је 4.115, што је 1.066 (-20,6%) становника мање него 2000. године.
| Група             | 2000.         | 2010.         |
| Белци             | 1.257 (24,3%) | 854 (20,8%)   |
| Афроамериканци    | 3.841 (74,1%) | 3.154 (76,6%) |
| Азијати           | 29 (0,6%)     | 32 (0,8%)     |
| Хиспаноамериканци | 54 (1,0%)     | 29 (0,7%)     |
| Укупно            | 5.181         | 4.115         |